# 寶冠章
寶冠章（日语：／ Hōkan-shō */?）以日本皇族女性為主要授予對象。寶冠章以其造型聞名，其中大綬章正章鑲嵌108顆珍珠、副章鑲嵌209顆珍珠，與大勳位菊花章頸飾同列為日本勳章中造價最高者。

## 概要
1888年（明治21年）1月4日制定，最初只有設立勳一等至勳五等的5個階級，1896年（明治29年）4月13日追加至勳八等，2003年（平成15年）11月3日廢止勳七等至勳八等。
旭日章針對男性授勳，寶冠章則針對女性授章，因此被視為旭日章的女性版，但最高級的勳一等寶冠章（現寶冠大綬章）的授與僅限皇族女子和明治天皇與大正天皇生母。舊制榮典制度下，旭日章與寶冠章高於瑞寶章，當時日本平民女性最高可獲得勳二等寶冠章，2003年（平成15年）榮典制度更正，旭日章、桐花章及菊花章也可授與女性，寶冠章則限定皇族女子、外國女性皇族或顯貴等的禮貌性授勳。
在贈勳階級上，早期對外國女性的禮貌性授勳中，女王、皇后等皆贈與勳一等者，現今對女王、王夫、女王儲、女性國家元首則改贈大勳位菊花大綬章，皇后、公主、國家元首女性配偶改贈寶冠大綬章；在日本，皇后、親王妃（包含即將成為親王妃的女王）及內親王授與寶冠大綬章，王妃及女王則授與寶冠牡丹章（舊制勳二等寶冠章）。

## 種類
寶冠章由上至下分為6級。
1. 寶冠大綬章 - 皇后、親王妃、內親王，綬為金黃底雙紅線，並於左胸佩戴副章。
2. 寶冠牡丹章 - 王妃、女王
3. 寶冠白蝶章
4. 寶冠藤花章
5. 寶冠杏葉章
6. 寶冠波光章

## 外部連結
- （日語）日本の勲章・褒章